# Mathis (entreprise)
Pour les articles homonymes, voir Mathis.
Mathis était un constructeur automobile fondé par Émile Mathis à Strasbourg dans l'Empire allemand jusqu'en 1918 et devenu français ensuite. Il a produit des automobiles de 1905 à 1940 mais également des véhicules utilitaires de 1919 à 1934, quelques tracteurs agricoles et un moteur d'avion.

## Histoire

### La Belle Époque

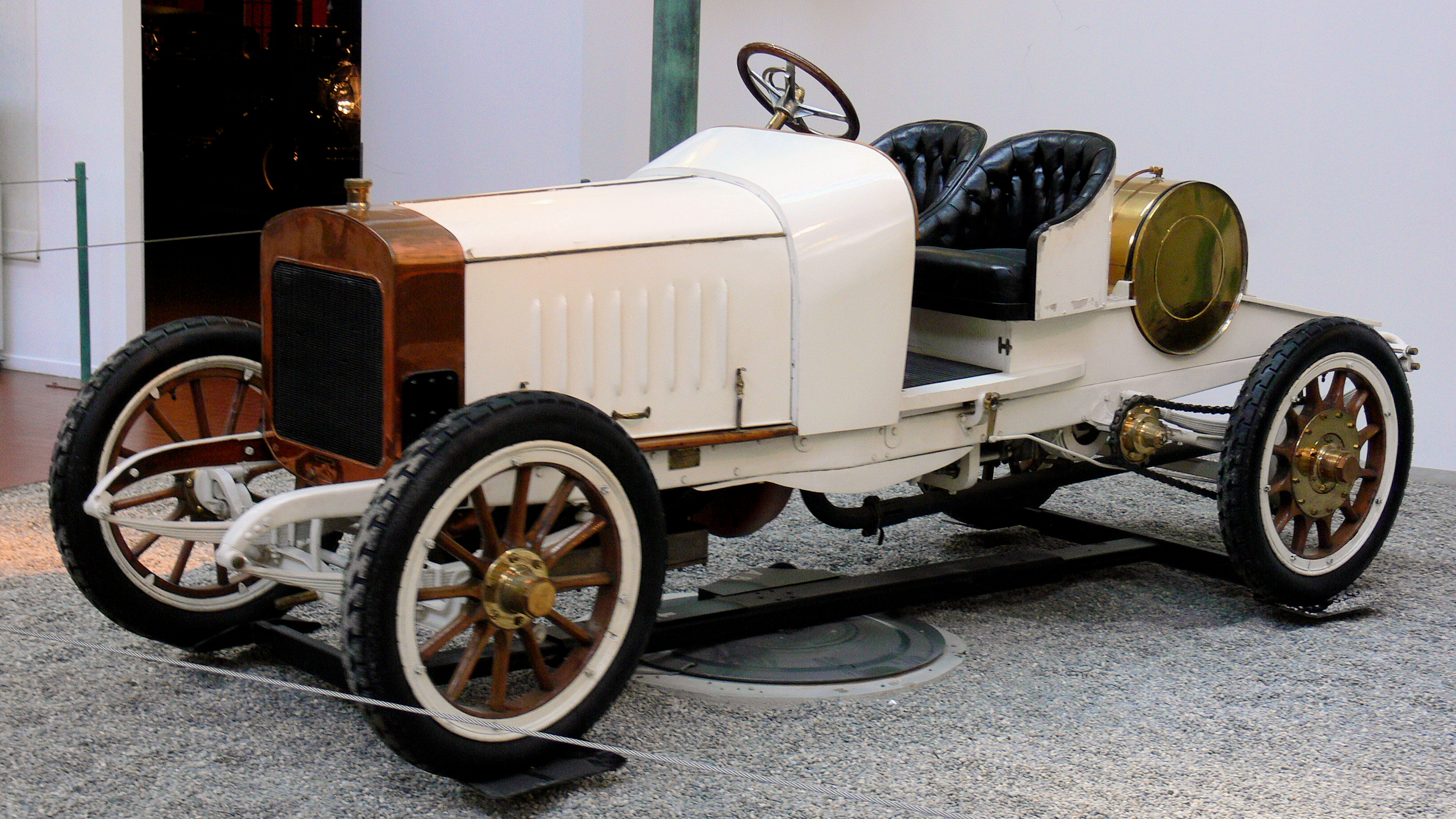
Mathis Hermes construite avec Ettore Bugatti (1904) - Musée National de l'Automobile Mulhouse.

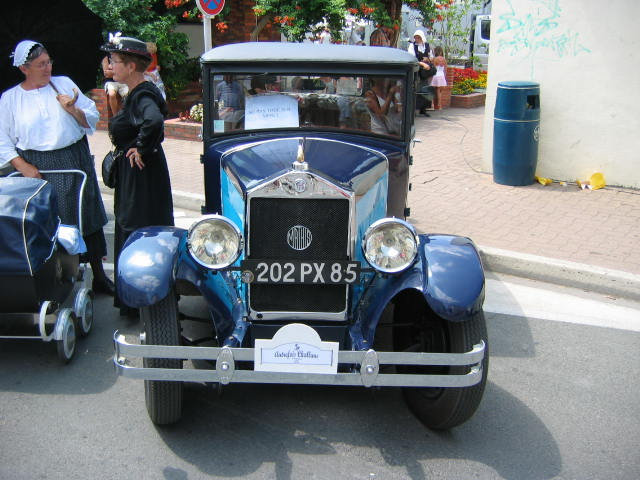
Mathis MY 1926.

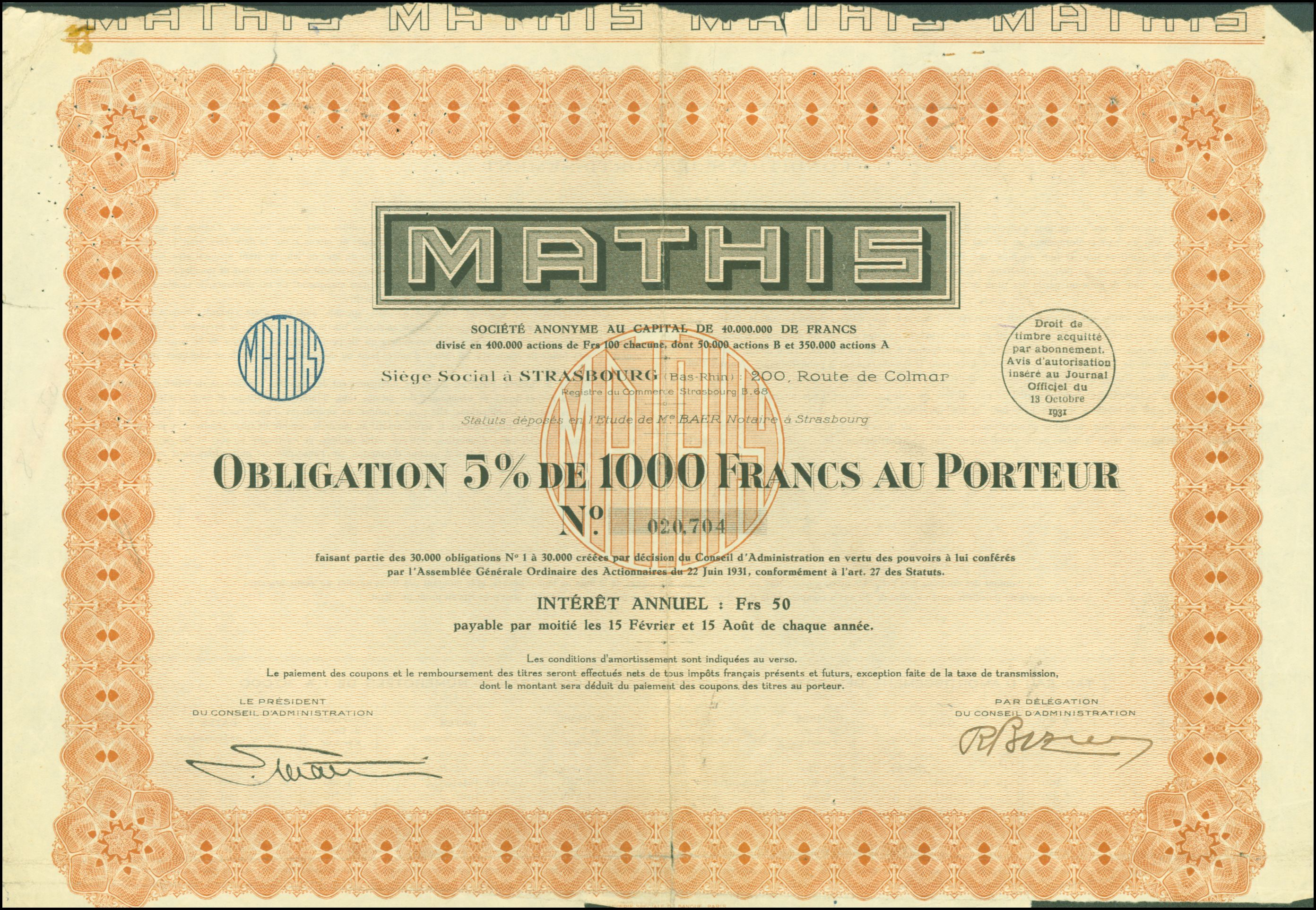
Obligation de la Mathis SA en date du 13 octobre 1931.

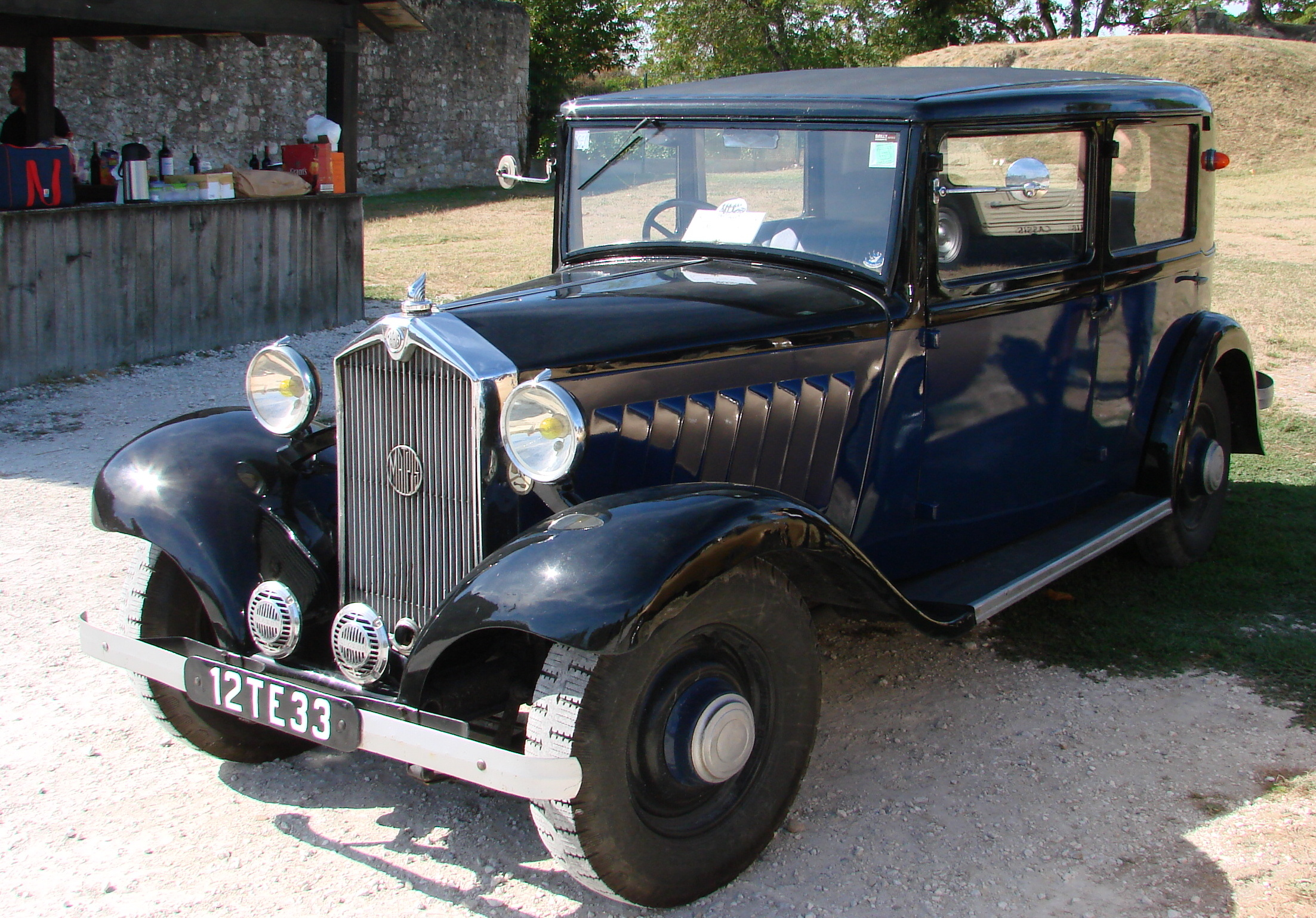
Mathis EMY4S 1933 lors des journées du patrimoine 2012 à Blaye.

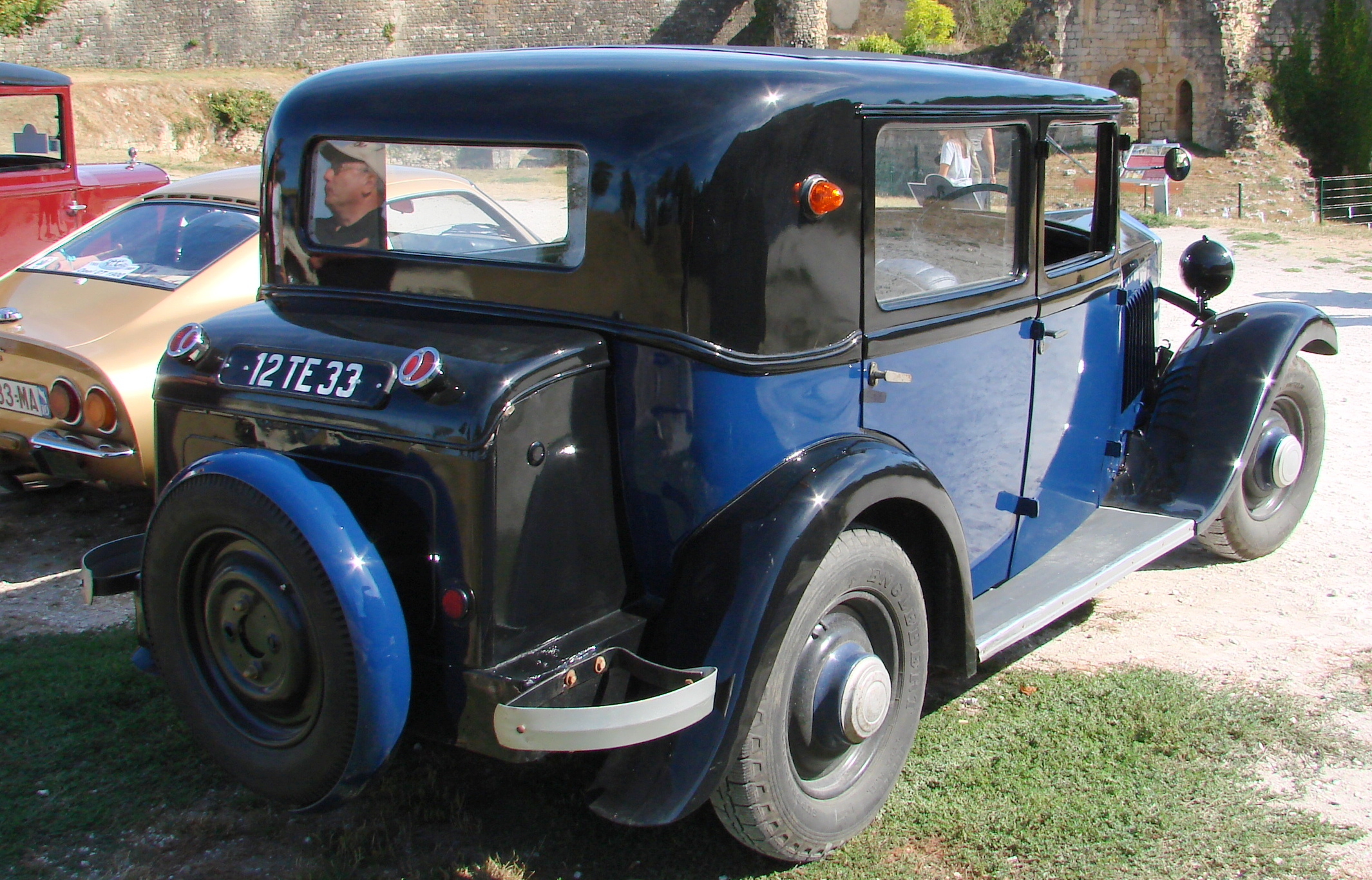
Mathis EMY4S 1933, vue arrière.

Émile Mathis fut d'abord distributeur d'automobiles de diverses marques à Strasbourg, ville faisant alors partie de l'Empire allemand, jusqu'en 1918.
En 1904, Émile Mathis s'associe avec Ettore Bugatti pour construire des véhicules Mathis Hermès Simplex de 28, 40, 45, 50 et 90 HP à l'usine de Graffenstaden. Très peu d'exemplaires seront fabriqués. En 1906, les associés se séparent et Mathis va faire construire, à partir de 1911, un atelier à Strasbourg, ville allemande, comme l’Alsace et la Moselle depuis 1871. Bugatti se consacre aux voitures de sport et de prestige, tandis que Mathis se tourne vers le secteur des véhicules populaires.
Vers 1910, apparaissent les premières voitures portant la marque Mathis sur le haut du radiateur. Il s'agissait de châssis Stoewer ou Fiat, carrossés à la demande du client, comme cela se passait à l'époque, par des artisans alsaciens et vendus sous la marque Mathis. Stoewer était un constructeur d'automobiles installé dans la ville allemande de Stettin, aujourd'hui en Pologne et Fiat, le géant italien de Turin.
En mars 1911, la construction de la nouvelle usine de Strasbourg débute et au début de l'année 1912, la première automobile de conception Mathis est commercialisée sous le nom de "Baby". L'année suivante, suivra la "Babylette", deux modèles légers équipés d'un moteur de 1 500 cm3. Pendant la Première Guerre mondiale, l'usine Mathis est réquisitionnée pour fabriquer des camions militaires et des ambulances pour l’armée allemande.
La grande époque de Mathis commence après la Première Guerre mondiale. L'Allemagne, qui a perdu la guerre, doit céder l'Alsace et la Lorraine à la France, Strasbourg redevient française. L'usine Mathis, désormais française, reprend, dès l'été 1919, la fabrication des modèles d'avant la guerre, la 16 CV type "Z", la 12 CV type "OB", la 8 CV type "S" et l’utilitaire type "FB". Mais l'évolution est rapide. Citroën lance la 10 CV type "A" en juin 1919 et la première nouveauté Mathis, la 10 CV type “SB” est présentée en août 1919. La clientèle désirant une voiture moins chère devra attendre la fin d'année 1921 pour avoir la petite Mathis 6 CV type "P". Mathis devient rapidement le quatrième constructeur français avec la "8/10 HP" produite "à la chaîne" (comme on disait à l'époque) comme la Citroën 10 HP type A.
En 1920, la gamme s’élargit avec la petite 5 CV type "T" et deux voitures équipées de moteurs 6 cylindres. La 9 CV, puis 10 CV, type "PS" munie d’un moteur latéral, et la 10 CV type "L", sportive équipée d’un moteur à arbre à cames en tête. La 10 CV type "SB" est remplacée par la "SBO", plus spacieuse. Une toute nouvelle voiture, la 4 cylindres type "M" est lancée l'été 1923, d'une puissance de 7 chevaux fiscaux.
La 11 CV type "G" apparaît en fin d'année 1924, voiture à caractère sportif équipée d’un moteur 4 cylindres à soupapes en tête. Mais, dans la très grande majorité des cas, les voitures Mathis sont équipées de moteurs classiques à distribution latérale. Mathis préférant les mécaniques simples et fiables pour les voitures de "monsieur tout le monde".

### Les Années folles
Les ateliers Mathis tournent à plein régime, la capacité maximale de production de l'usine de Strasbourg est de 100 voitures par jour. En toute fin d'année 1925, Mathis lance sa première 8 cylindres. Elle fera une très brève apparition au catalogue car, malgré sa belle mécanique, cette 12 CV type "LH" n'a aucun succès.
À partir du Salon de l'automobile de Paris de 1926, la 8 CV MY va connaître un beau succès commercial et restera le modèle le plus produit de la marque. Cette 8 CV type "MY" est une véritable voiture à tout faire. Elle est robuste, légère et économique. C’est la première voiture Mathis dont la dénomination renferme la lettre «Y». Par la suite, le «Y» se retrouvera dans quasiment toutes les dénominations des voitures Mathis. Mais que signifiait cette lettre «Y» ???
Afin de transposer cette réussite sur le haut de gamme, Mathis lance, en automne 1927, l'Emysix en version 6 cylindres de 11 CV, voiture puissante mais plus légère que la concurrence. Mathis met ensuite à l'étude une voiture plus compacte que la MY : la 7 CV PY apparue en 1930. C'est l'époque où Mathis dote ses voitures de perfectionnements ramenés des États-Unis comme le pont à denture hypoïde qui s'imposera après la Seconde Guerre mondiale.
La crise va concentrer les efforts sur une 8 CV moderne, l'Emyquatre, lancée au Salon de Paris en octobre 1932, comportant deux essieux rigides avant et arrière puis, dans la 3e série de 1934, des roues avant indépendantes et des freins hydrauliques. Un an après l'Emyhuit (8 cylindres et 17 CV) à moteur 3 litres.
Ce fut l'âge d'or pour la marque qui employa jusqu'à 15 000 personnes dans ses usines de la Meinau entre 1925 et 1935.
En 1929, Mathis installa un important établissement à Gennevilliers faisant office de dépôt d'usine pour les concessionnaires et agents de la région parisienne. À partir de 1938, cet établissement abrite la "division aviation" construisant des moteurs d'avion.
À partir de l'automne 1934, afin de résister à la Grande Dépression, Mathis s'allie avec Ford SAF qui était à la recherche d'une usine pour augmenter sa production française. L'union des deux constructeurs va donner naissance à Matford, nouvelle marque qui va construire à la fois des véhicules Mathis et des véhicules Ford. Début 1935, l'usine Mathis de Strasbourg, entièrement rééquipée par Ford, est en mesure de produire la nouvelle V8-48. Très vite, les Mathis 5 CV TY et 8 CV Emyquatre sont abandonnées et Ford SAF rachète la part (40%) détenue par Mathis dans Matford. La construction de la nouvelle usine Ford de Poissy commencée en novembre 1938 est interrompue avec le début de la Deuxième Guerre mondiale. La société Matford SA est dissoute en 1940 et est radiée du registre du commerce en 1941.
Émile Mathis s'exile aux États-Unis en juin 1940 et crée la société Matam MAThis AMérique qui va participer à l'effort de guerre des Alliés en produisant, notamment, un nombre considérable d'obus pour l'US Navy.

### L'après-guerre
Revenu en France en 1946, Émile Mathis a deux projets futuristes : la VL333, voiture à trois roues légère et aérodynamique et la 666, plus haut de gamme avec un six cylindres à plat et quatre roues indépendantes. Mais ces modèles n'auront pas de suite et la marque disparaît en 1953.

#### VL333

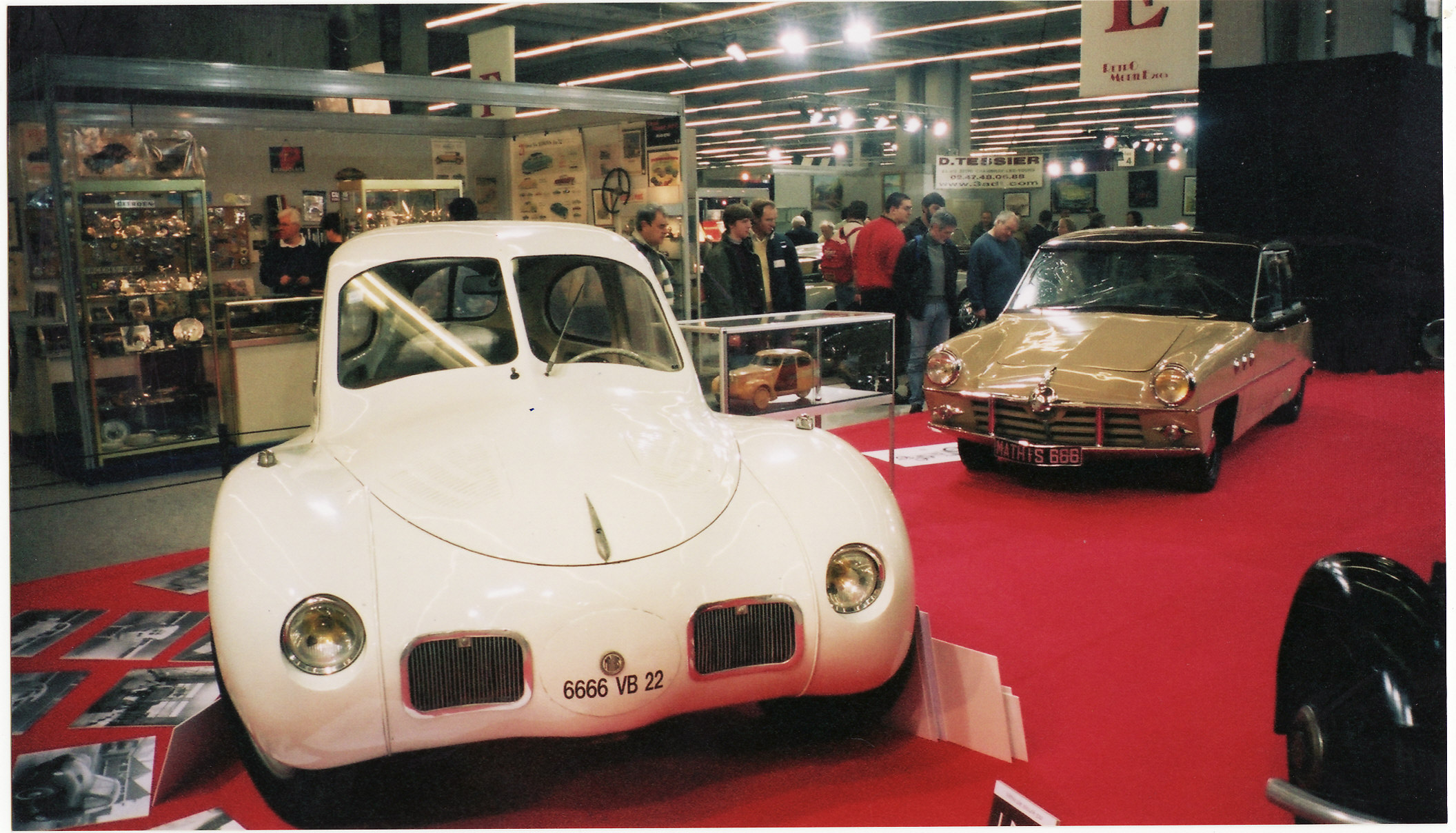
Mathis VL333 (devant) et Mathis 666 (au fond).

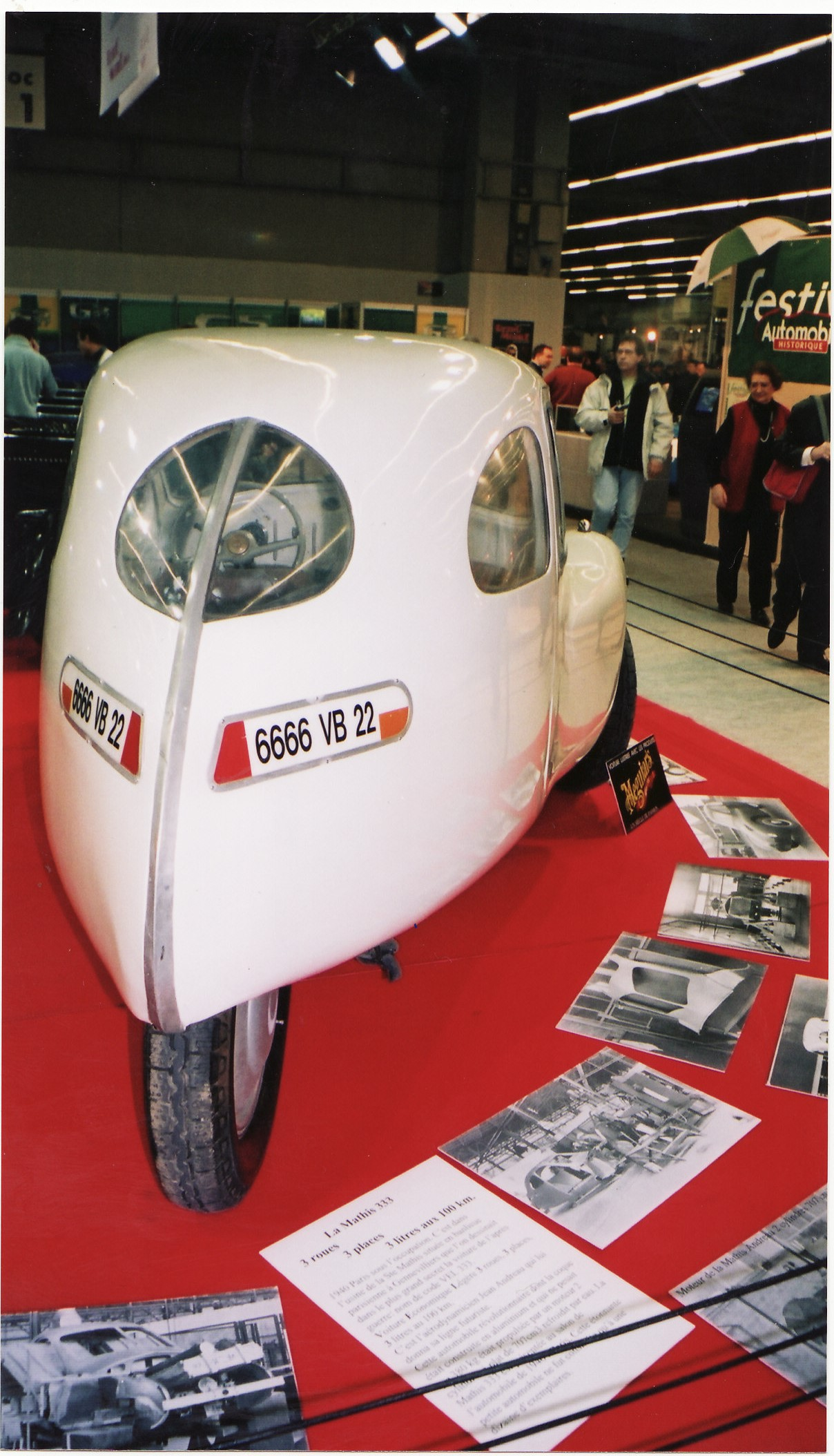
Mathis 333, avec sa roue arrière unique.

Émile Mathis, exilé aux États-Unis, ce modèle fut étudié sous l'occupation nazie par Jean Andreau sur la base d'une étude préalable répondant au concours de la Société des Ingénieurs de l'automobile (SIA) de 1935 (véhicule économique, trois places, vitesse 75 km/h).
La VL333 ou VEL333 fut fabriquée à moins de dix exemplaires en 1946. VL/VEL pour Véhicule Économique Léger. "333" pour 3 roues, 3 places et 3 litres aux cent kilomètres (en fait 3,5 l/100). Pour réduire la consommation, il faut faire léger (coque et carrosserie en aluminium), avec peu de résistance de roulement grâce à la forme aérodynamique (petit Cx de 0,285) et aux trois roues. Ce véhicule à traction avant est motorisé par un moteur bi-cylindres à plat de 700 cm3.
Mathis fut un partisan des innovations techniques, mettant en pratique son slogan « Le poids, voilà l'ennemi ! » en développant les premiers moteurs entièrement en aluminium et les premières boîtes de vitesses à quatre rapports.
Analyse complète des caractéristiques techniques de la VL333 faite par Association de Sauvetage Créatif du Savoir Aérotechnique 

#### Mathis 666
En 1948, Mathis présente une berline moderne à 6 places, 6 cylindres à plat, 6 vitesses, nommée Mathis 666 : c'est une traction à quatre roues indépendantes, aux lignes résolument modernes, avec un pare-brise panoramique et une grande surface vitrée qui, pour finir, ne fut pas commercialisée.

#### Moteur d'avion G.8R
Les bénéfices retirés de Matford par Émile Mathis furent importants ce qui lui permit, en 1938, d'investir dans une nouvelle société, Mathis Aviation, installée à Gennevilliers, pour y fabriquer des moteurs d'avions. Il achète un brevet de moteur avec culasses rotatives. C’est un 42 cylindres en étoiles de 2.500 chevaux. Des problèmes de fuite d’huile auront raison du moteur. En 1945, Mathis est chargé de motoriser le SUC-10 Courlis et développe le moteur Mathis G.8R, un moteur V8 de 190 ch qui se révéla être un échec. En 1961, Continental Motors est sélectionné pour remplacer Mathis. Les locaux de Gennevilliers seront cédés à General Motors au début des années 1950.

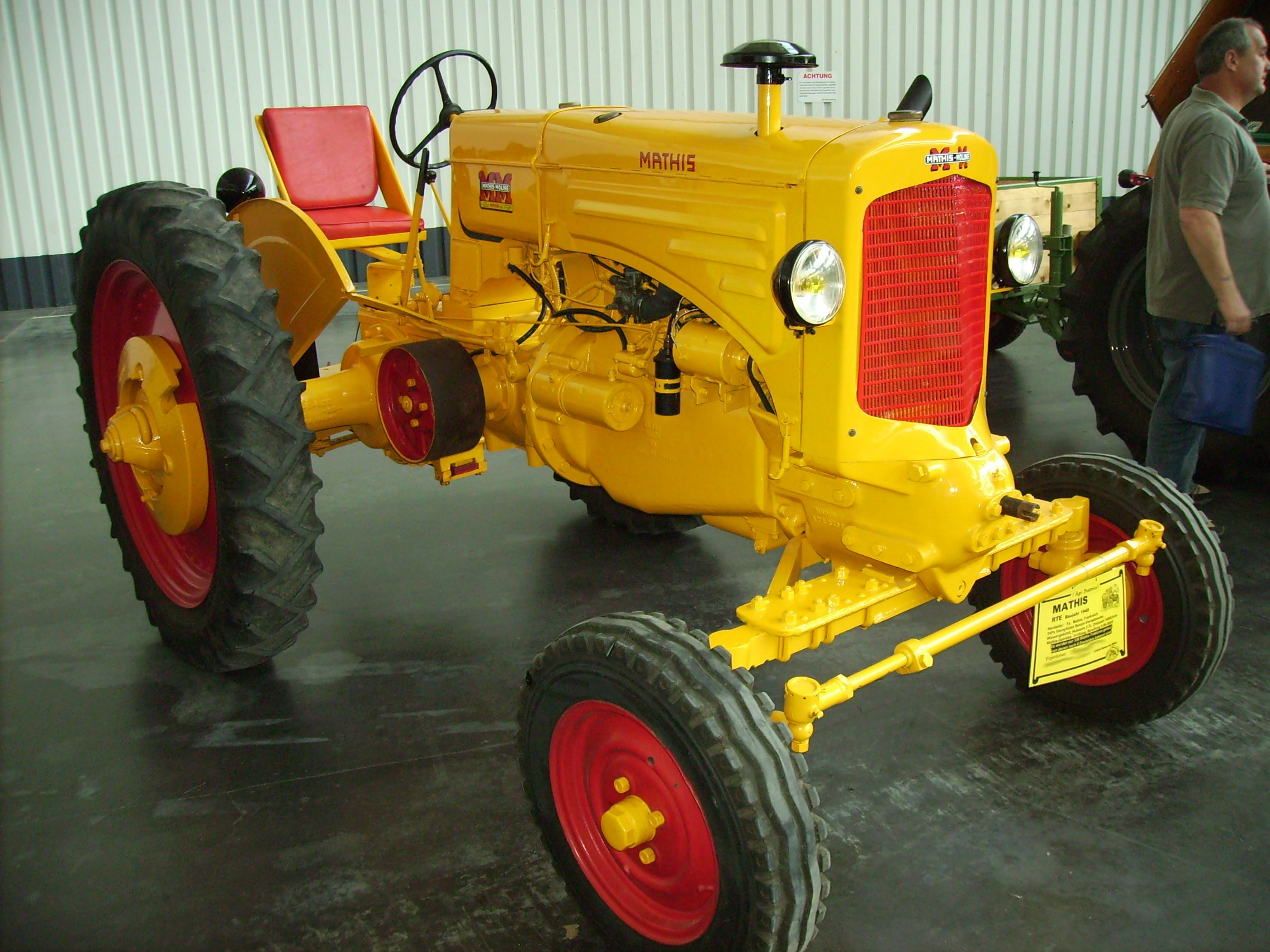
Tracteur agricole Mathis RTE.

## Tracteurs agricoles Mathis-Moline
Mathis a également fabriqué des tracteurs agricoles sous licence américaine de la société Moline. Les tracteurs Mathis-Moline ont été fabriqués de 1949 à 1952 dans l'usine de Meinau.

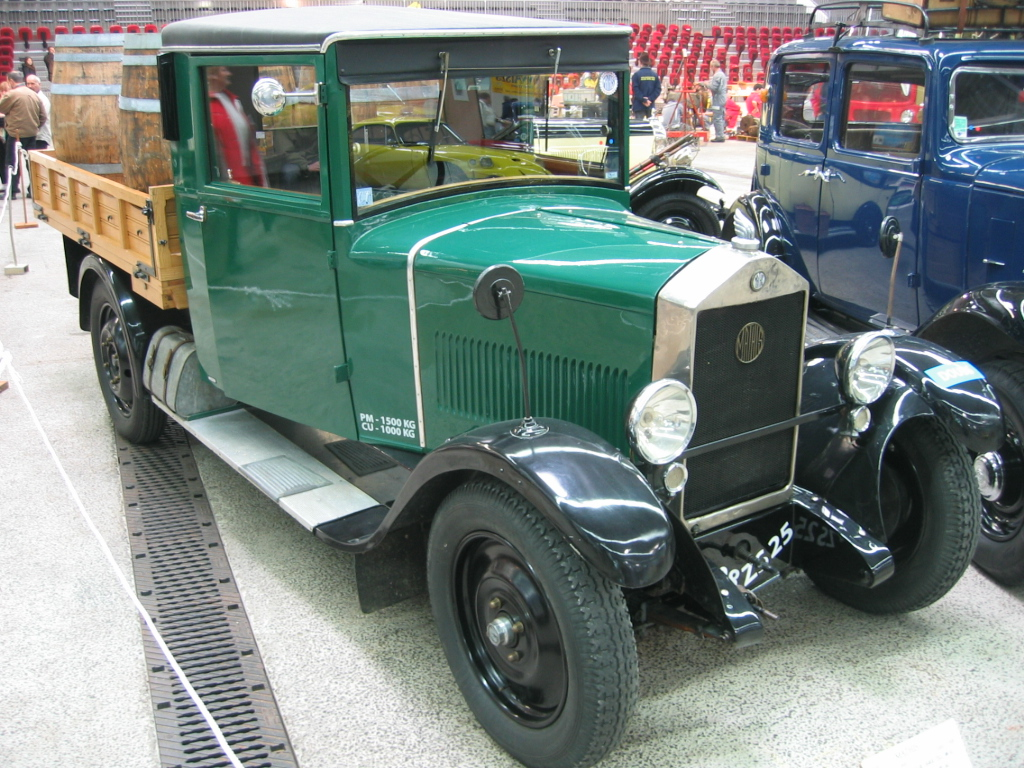
Camion Mathis.

## Les véhicules utilitaires
En plus des automobiles et de quelques exemplaires de moteurs d'avion, Mathis a aussi produit des véhicules utilitaires. À l'époque, avant 1918, les camions sont en fait des véhicules dérivés des voitures de tourisme qui étaient construites sur des châssis robustes que les constructeurs ou carrossiers pouvaient adapter à leur guise.
Mathis a fabriqué une gamme de modèles allant de 350 kg à 5 tonnes de charge utile.
| Modèle            | Charge utile (kg) | Empattement (mm) | Moteur Cylindrée (cm3)                                 | Puissance (ch) | Période   | Remarques                                                                 |
| ----------------- | ----------------- | ---------------- | ------------------------------------------------------ | -------------- | --------- | ------------------------------------------------------------------------- |
| FB (4x2)          | 3.500             | 4.000            | L4 - 4.240                                             | 35             | 1919-1920 | embrayage à disques métalliques multiples                                 |
| 1 TGMa (4x2)      | 1000              | 3.100            | L4 - 1.616                                             | 25             | 1927-1928 | embrayage à simple disque refroidissement par ”thermosiphon”              |
| 1 TGMb (4x2)      | 1.250             | 2.950            | L4 - 1.616                                             | 25             | 1929      | refroidissement par ”thermosiphon”                                        |
| GMU (4x2)         | 1000              |                  | L4 - 1.616                                             | 25             | 1929-1930 | refroidissement par ”thermosiphon”                                        |
| QMUN / QMUT (4x2) | 1000              | 3.000            | L4 - 1.629                                             | 30             | 1929-1931 | refroidissement par ”thermosiphon”                                        |
| U1 (4x2)          | 1.800             | 3.350 / 3.850    | L4 - 2.031 L6 - 2.443 L6 - 3.016                       | 36 48 55       | 1929-1932 | circuit de refroidissement avec pompe à eau                               |
| U6 (6x4)          | 3.000             | 4.300 / 5.300    | L6 - 3.016 L6 - 4059                                   | 55 67          | 1930-1931 | châssis camion et autobus 19/23 places                                    |
| U6F (6x4)         | 4.000             | 4.350 / 5.350    | L6 - 3.016 L6 - 4059                                   | 55 67          | 1930-1931 | 2 châssis camion et autobus 19/23 ou 30/40 places                         |
| U2 (4x2)          | 2.500             | 3.350 / 3.850    | L4 - 2.031 L6 - 2.443 L6 - 3.016 L4 - 3.026 L4 - 3.230 | 36 48 55 50 45 | 1930-1933 |                                                                           |
| UT (4x2)          | 5.000             | 3.000            | L4 - 3.026                                             |                | 1919-1920 | Tracteur                                                                  |
| QGUN (4x2)        | 1.250             | 3.200            | L4 - 2.031                                             | 36             | 1931-1933 | refroidissement par ”thermosiphon”                                        |
| PUF (4x2)         | 800               | 3.050            | L4 - 1.525                                             | 32             | 1932-1933 |                                                                           |
| MU (4x2)          | 1.000             | 3.200            | L4 - 2.178                                             | 40             | 1933-1934 | camionnette légère, plateau, fourgonnette, ambulance et minibus 12 places |
| GU (4x2)          | 1.500             | 3.350            | L4 - 2.178                                             | 40             | 1933-1934 | camionnette, plateau, fourgon et midibus 16 places                        |
| U3 (4x2)          | 2.500             | 3.850            | L4 - 3.026                                             | 50             | 1933-1934 | camion, plateau, fourgon et midibus 22 places                             |
| PU (4x2)          | 350               | 2.770            | L4 - 1.226                                             | 28             | 1931-1933 | fourgonnette, châssis de l’Emy4-F, refroidissement par ”thermosiphon”     |
| PUT (4x2)         | 750               | 2.870            | L4 - 1.445 L4 - 1.524                                  | 30 32          | 1931-1933 | fourgonnette, ambulance                                                   |